# Isparta (provincie)
Isparta is een provincie in Turkije. De provincie is 8733 km² groot en heeft 513.681 inwoners (2000). De hoofdstad is het gelijknamige Isparta.

## Bestuurlijke indeling

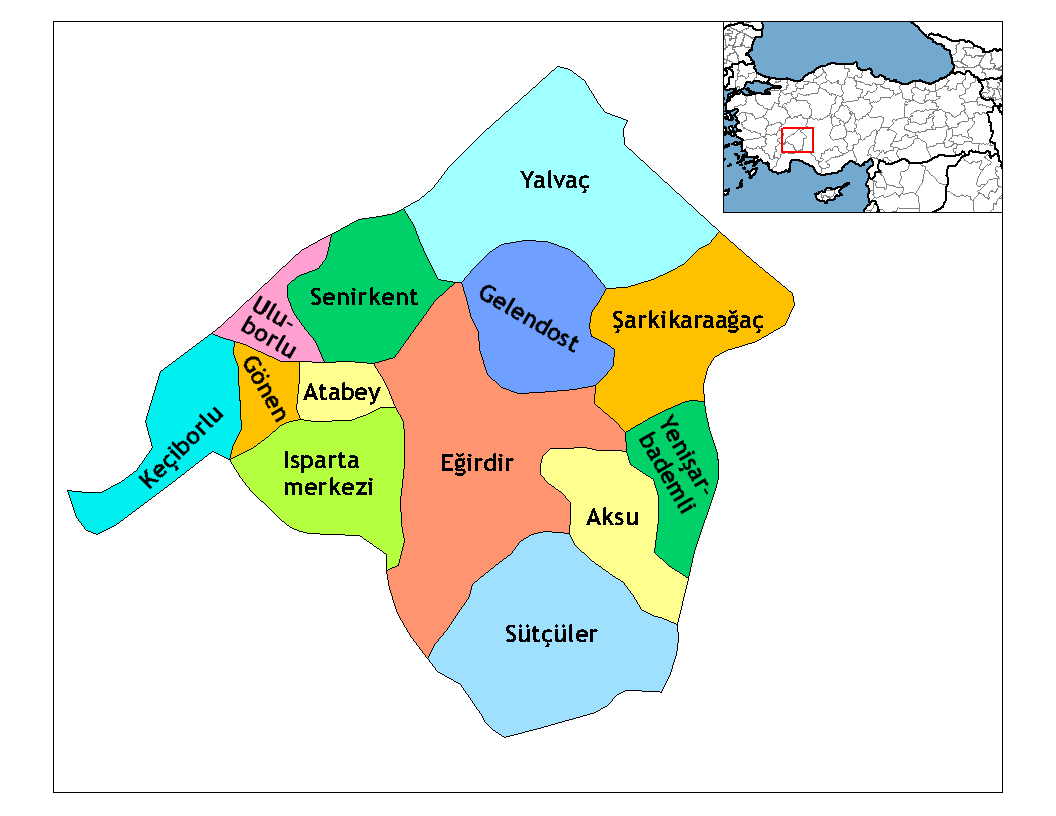
Districten van Isparta

### Districten
De provincie bestaat uit de volgende 13 districten:
| - Aksu - Atabey - Eğirdir - Gelendost - Gönen | - Isparta - Keçiborlu - Şarkikaraağaç - Senirkent - Sütçüler | - Uluborlu - Yalvaç - Yenişarbademli |